# Tribolonotus novaeguineae
Tribolonotus novaeguineae är en ödleart som beskrevs av  Hermann Schlegel 1834. Tribolonotus novaeguineae ingår i släktet Tribolonotus och familjen skinkar. Inga underarter finns listade i Catalogue of Life.
Artepitetet i det vetenskapliga namnet syftar på utbredningen i Nya Guinea.